# Punti craniometrici
I punti craniometrici sono utilizzati per individuare i diametri craniometrici e a seconda della loro posizione possono essere suddivisi in mediani e laterali.
I mediani sono:
- gnathion: sinfisi mentoniera;
- prosthion: margine alveolare superiore;
- naso-spinale: spina nasale anteriore;
- nasion: radice del naso;
- glabella: bozza frontale anteriore;
- ophryon: sopra la glabella;
- vertex: punto più alto del cranio;
- bregma: punto di convergenza della sutura sagittale e coronale;
- obelion: all'altezza dei fori parietali;
- lambda (anatomia): unione delle suture sagittale e lambdoidea;
- inion: protuberanza occipitale esterna;
- opisthion: margine posteriore del foro occipitale;
- basion: margine anteriore del foro occipitale.

I laterali invece sono:
- dacryon: angolo antero-superiore dell'osso lacrimale;
- pterion: sutura pterica;
- stefanion: incrocio tra la sutura coronale e la linea curva temporale superiore;
- gonion: angolo della mandibola;
- eurion: bozza parietale;
- asterion: unione del parietale, temporale e occipite.